# Vallauris
Vallauris [valoʁis] ist eine französische Gemeinde mit 28.579 Einwohnern (Stand 1. Januar 2022) an der Mittelmeerküste (Côte d’Azur) im Département Alpes-Maritimes in der Region Provence-Alpes-Côte d’Azur. Vallauris ist eine Mittelstadt im westlichen Teil des Ballungsraumes rund um Antibes. Die Gemeinde ist Mitglied im Gemeindeverband Sophia Antipolis. Der Ort Golfe-Juan ist Teil der Gemeinde Vallauris und ein mondänes Seebad an der französischen Riviera.
Bereits seit dem 16. Jahrhundert ist Vallauris durch die Herstellung von Keramik bekannt. Anfang des 20. Jahrhunderts widmete sich die Familie Massier der künstlerischen Keramik. Pablo Picasso hat diese während seines Aufenthalts in Vallauris in den 1950er-Jahren wesentlich beeinflusst.
| Jahr      | 1962   | 1968   | 1975   | 1982   | 1990   | 1999   | 2009   | 2019   | 2021   |
| Einwohner | 10.774 | 12.880 | 17.182 | 21.205 | 24.325 | 25.765 | 27.991 | 27.364 | 28,025 |

## Kultur

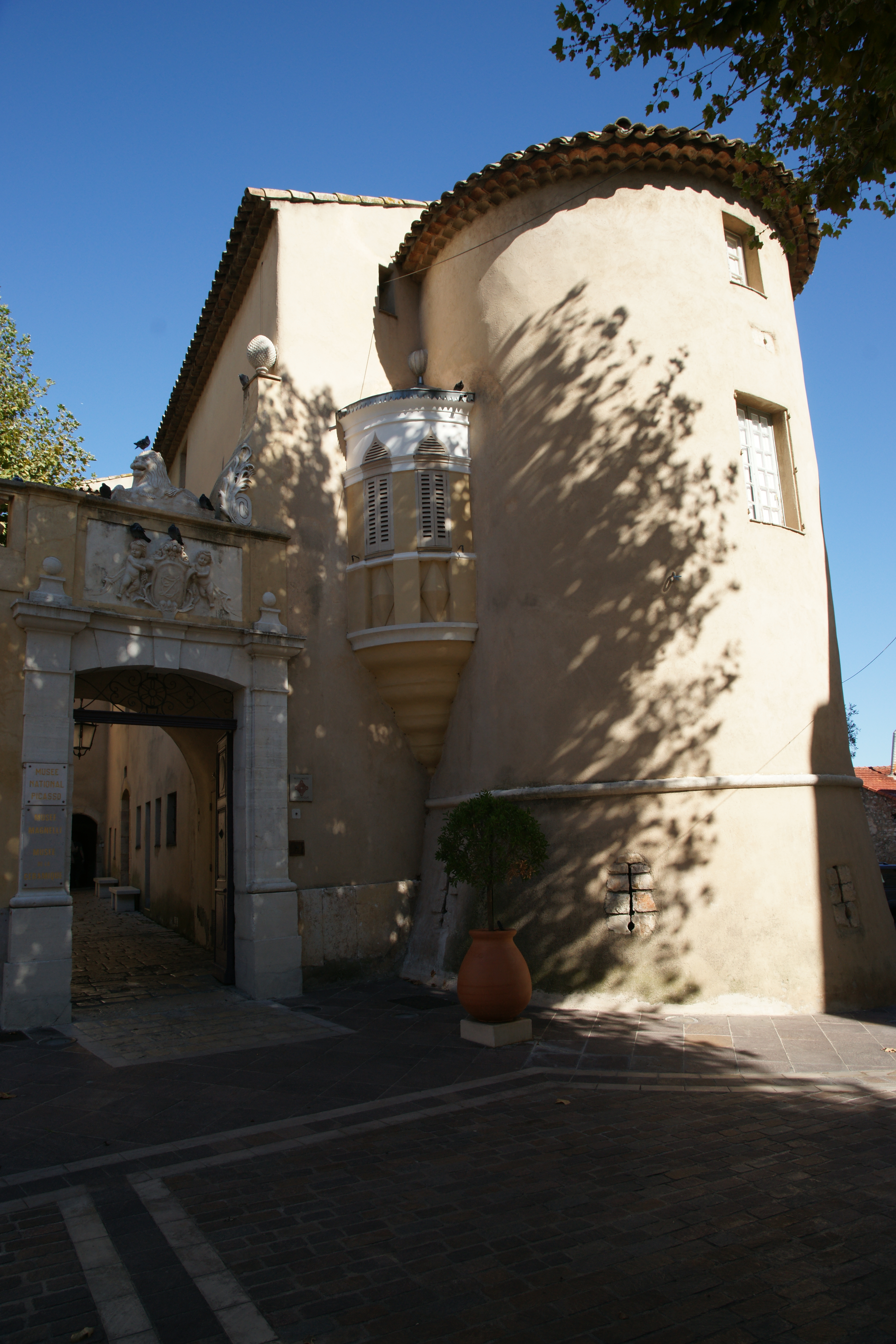
Picasso-Museum in Vallauris

Im Jahr 1948 kam Pablo Picasso nach Vallauris, wo er bis 1955 in der Villa Galloise lebte. In seinem Atelier du Fournas, das in einer früheren Parfümfabrik untergebracht war, schuf er in dieser Zeit eine Reihe von Skulpturen und Gemälden, so die Bilder Krieg und Frieden aus dem Jahr 1952, die zu seinen Hauptwerken dieser Periode gehören. Sie können in der Vorhalle der Kapelle, die dem Picasso-Museum angeschlossen wurde, besichtigt werden. Seine Bronzestatue Mann mit dem Schaf aus dem Jahr 1950 ist auf dem Marktplatz von Vallauris aufgestellt. Mit Hilfe des Druckers Hidalgo Arnera fertigte er zahlreiche Linolschnitte an.
Als Bürger der Stadt trug Picasso in den 1950er-Jahren entscheidend zur Erneuerung der künstlerischen Keramik von Vallauris bei. Bereits 1950 wurde er daher zum Ehrenbürger der Stadt ernannt. Im Jahr 1961 heiratete er Jacqueline Roque, seine zweite Ehefrau, im Rathaus von Vallauris.
In Vallauris findet regelmäßig die Biennale Internationale de Céramique Contemporaine im Musée national Picasso La Guerre et la Paix statt.

## Sehenswürdigkeiten
- Phare de Vallauris (Leuchtturm), seit 2012 als Monument historique klassifiziert

## Städtepartnerschaften
Partnerstädte von Vallauris sind Hódmezővásárhely (Ungarn) und Lindenberg im Allgäu (Deutschland).